# Schloss Schreibersdorf

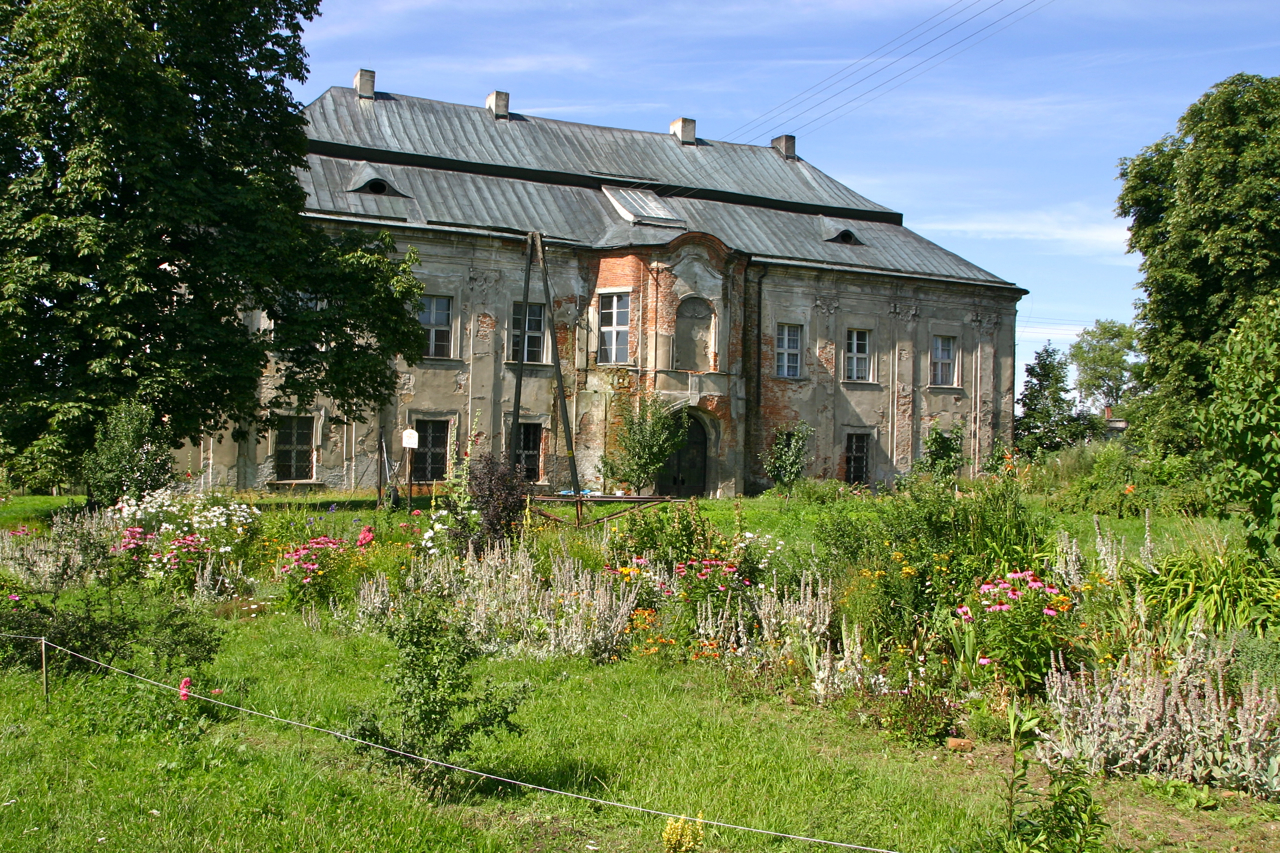
Schloss Schreibersdorf (2011)

Das Schloss Schreibersdorf (poln. Pałac w Pisarzowicach) ist eine Schlossanlage im oberschlesischen Ort Schreibersdorf (poln. Pisarzowice) im Powiat Krapkowicki (Kreis Krappitz). Es liegt am südlichen Ende des Dorfs an der ul. Opolska.

## Geschichte
Der heutige Schlossbau entstand in der Mitte des 18. Jahrhunderts und ersetzte einen Vorgängerbau. Zu Beginn des 19. Jahrhunderts wurde das Schloss im Auftrag von Franciszek Joachim Wacław um- und ausgebaut. Nach 1945 wurde das Schloss zu einem Mehrfamilienhaus umgebaut und beherbergt heute Privatwohnungen.
Der Schlossbau steht seit 1964 unter Denkmalschutz.

## Architektur
Das Schloss wurde im Stil des Spätbarocks erbaut. Es steht auf einem rechteckigen Grundriss und besitzt eine symmetrische Fassadengliederung mit abgerundeten Ecken. Das Gebäude besteht aus zwei Geschossen und einem Mansardwalmdach. Zur Gartenseite hin besitzt der Bau eine Kapelle.